# San Miguel Ecatepec
San Miguel Ecatepec  es una comunidad con categoría de agencia municipal perteneciente a Tequisistlán y al Distrito de Tehuantepec, en el Estado de Oaxaca. Siendo la segunda localidad más poblada del municipio, solo por detrás de la cabecera municipal.

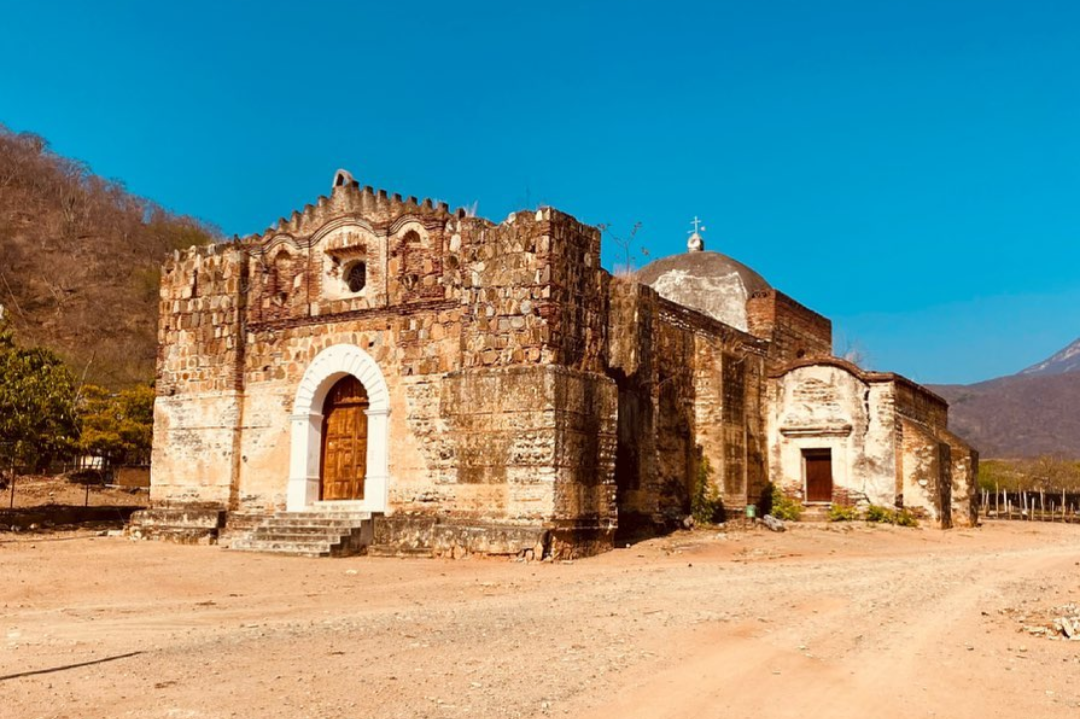
Iglesia de San Miguel Ecatepec, Tequisistlán

## Ubicación
La localidad se encuentra a 30 km al sureste de la cabecera municipal sobre una brecha de carretera. Se ubican en las coordenadas geográficas: 16°15′37.8″N 95°45′28.1″O / 16.260500, -95.757806.